# Гвадалете
36° 45′ 08″ N 05° 47′ 36″ W / 36.75222° С; 5.79333° З
Гвадалета (шп. Guadalete) је река на Пиринејском полуострву у шпанској покрајини Андалузији, притока Атлантског океана

## Георафија
Гвадалете извире северно од Сијера де Гразалема, а улива се у Кадиски залив и у Пуерто де Санта Марија.
До средине XX века било је пловна за мале бродове до Хереза де ла Фронтера. Данас, они не плове изнад луке Пуерто де Санта Марија.

## Историја
На реци Гвадалети одиграла се 19. јула 711. одлучној бици у којој су муслимани (Мавари и Арапи) над Визиготима, тј. визиготским краљем Родерихом. Том победом почиње исламско освајање Хиспаније, то јест територије данашње Шпаније и Португалије. Маварска инвазија Шпаније започела је 30. априла 711., а победом код Гвадалете отворен им је пут потпуном освајању Шпаније, јер су у тој бици погинули најважнији визиготски племићи и велики део племства краљевског двора.